# میلبروک (نیویورک)
میلبروک (به انگلیسی: Millbrook) یک منطقهٔ مسکونی در ایالات متحده آمریکا است که در نیویورک واقع شده‌است. میلبروک ۱٬۴۵۲ نفر جمعیت دارد و ۱۴۶٫۳۱ متر بالاتر از سطح دریا واقع شده‌است.